# Saint-Léger (Pas-de-Calais)
Saint-Léger ist eine Gemeinde im französischen Département Pas-de-Calais in der Region Hauts-de-France. Sie gehört zum Kanton Bapaume im Arrondissement Arras. Sie grenzt im Nordwesten an Boyelles und Boiry-Becquerelle, im Norden an Hénin-sur-Cojeul, im Osten an Croisilles, im Südosten an Écoust-Saint-Mein, im Süden an Mory und im Südwesten an Ervillers.
Die Bewohner nennen sich Saint-Légerois.
Die Sensée entspringt im Gemeindegebiet von Saint-Léger.

## Bevölkerungsentwicklung
| Jahr      | 1962 | 1968 | 1975 | 1982 | 1990 | 1999 | 2008 | 2013 |
| --------- | ---- | ---- | ---- | ---- | ---- | ---- | ---- | ---- |
| Einwohner | 445  | 447  | 422  | 413  | 392  | 393  | 401  | 430  |